# Homeomastax dereixi
Homeomastax dereixi är en insektsart som först beskrevs av Marius Descamps 1971.  Homeomastax dereixi ingår i släktet Homeomastax och familjen Eumastacidae.

## Underarter
Arten delas in i följande underarter:
- H. d. dereixi
- H. d. cundinamarcae